# Dagobert Borchert
Michael Wilhelm Heinrich Dagobert Borchert (* 8. September 1833 in Mroczen; † 26. November 1882 in Berlin-Pankow) war ein preußischer Landrat und Regierungsrat.

## Leben und Herkunft
Borchert war ein Sohn des Rentmeisters und Domänenrats Heinrich Borchert und dessen Ehefrau, geb. Kowalski. Nach dem Besuch eines Gymnasiums in Bromberg von 1846 bis 1852 absolvierte er im Anschluss bis 1855 ein Studium der Rechtswissenschaften in Berlin und Heidelberg. Nach Ableistung eines einjährigen Militärdienstes von 1854 bis 1855, legte er im Oktober 1855 sein Examen als Auskultator beim Kammergericht und anschließend bei der Gerichtskommission Nakel ab. Am Landgericht Bromberg erfolgte ebenfalls noch 1855 sein Referendarexamen, worauf er im Januar 1856 zum Regierungsreferenten ernannt wurde. 1857 diente er als Offizier bei der Landwehr und am 24. September 1862 legte er sein Examen als Assessor ab, worauf er am 12. November 1862 Regierungsassessor im Regierungsbezirk Bromberg wurde.
Ab 1865 war er in der Verwaltung des Landratsamtes im Kreis Inowroclaw tätig, dem im April 1867 eine kommissarische Stelle als Magistratsdirigent in Goslar folgte. Im März 1869 wurde er zum kommissarischen Landrat des Landkreises Thorn ernannt, dann folgte im Juni 1870 eine Tätigkeit als Hilfsarbeiter im preußischen Innenministerium, und von 1870/71 nahm er am Deutsch-Französischen Krieg als freiwilliger Krankenpfleger teil. Mit Reskript vom 20. März 1871 wurde er zum kommissarischen Landrat des Landkreises Bitburg ernannt, dem am 22. April 1871 die Übernahme der Dienstgeschäfte und letztlich am 1. Juli 1872 die definitive Bestallung zum Landrat folgte. Am 24. Juli 1877 wurde er zum Regierungsrat (mit Erlass vom 17. Oktober 1877) ernannt, der Dienstantritt bei der Regierung Posen erfolgte am 1. Januar 1878. Am 1. Oktober 1880 wurde er an die Regierung Arnsberg versetzt, wo er zum 1. September 1882 aus gesundheitlichen Gründen, aufgrund einer Geisteskrankheit, in den Ruhestand versetzt wurde.
Borchert galt als erbitterter Gegner der sogenannten “ultramontanen Wühlerei”.

## Familie
Borchert war seit 1867 in Breslau mit Leopoldine von Schramm (* 29. August 1839 in Bromberg; † nach 1920), verheiratet.